# Schelinger Weide-Barzental
Das Naturschutzgebiet Schelinger Weide-Barzental liegt auf dem Gebiet der Gemeinde Vogtsburg im Kaiserstuhl im Landkreis Breisgau-Hochschwarzwald in Baden-Württemberg.
Das Gebiet erstreckt sich südöstlich von Kiechlinsbergen, einem Stadtteil von Endingen am Kaiserstuhl, und nordwestlich des Vogtsburger Stadtteils Schelingen. Westlich des Gebietes verläuft die Kreisstraße K 5127 und südlich die K 4976. Südlich erstreckt sich das 6,4 ha große Naturschutzgebiet (NSG) Dachslöcher Buck und südöstlich das 7,4 ha große NSG Scheibenbuck-Bluttenbuck und das 9,8 ha große NSG Ohrberg.

## Bedeutung
Das 48,9 ha große Gebiet steht seit dem 29. November 2012 unter der Kenn-Nummer 3.283 unter Naturschutz. Es handelt sich um ein „vielfältiges Mosaik aus einer großflächigen Trockenweide, verschiedenen Ausbildungen von Trockenrasen, Mähwiesen, Saumgesellschaften, Gebüschen, Gehölzen und unterschiedlichen Waldtypen.“

## Schutzzweck
Schutzzweck ist gemäß Schutzgebietsverordnung die Erhaltung des Gebiets als Lebensraum zahlreicher gefährdeter, teilweise vom Aussterben bedrohter Tier- und Pflanzenarten, insbesondere einer einzigartigen Dungkäferfauna.